# Episodi di Hacks (seconda stagione)
La seconda stagione della serie televisiva Hacks è stata distribuita sulla piattaforma streaming statunitense HBO Max dal 12 maggio al 2 giugno 2022, con il rilascio di due episodi ogni settimana.
In Italia la stagione è stata resa disponibile su Netflix il 1 giugno 2024.
| nº | Titolo originale    | Titolo italiano        | Prima TV USA   | Prima TV Italia |
| -- | ------------------- | ---------------------- | -------------- | --------------- |
| 1  | There Will Be Blood | Scorrerà il sangue     | 12 maggio 2022 | 1 giugno 2024   |
| 2  | Quid Pro Quo        | Scambio di favori      | 12 maggio 2022 | 1 giugno 2024   |
| 3  | Trust The Process   | Fidati del percorso    | 19 maggio 2022 | 1 giugno 2024   |
| 4  | The Captain's Wife  | La moglie del capitano | 19 maggio 2022 | 1 giugno 2024   |
| 5  | Retired             | Ritirarsi              | 26 maggio 2022 | 1 giugno 2024   |
| 6  | The Click           | Cambio di rotta        | 26 maggio 2022 | 1 giugno 2024   |
| 7  | On The Market       | Sul mercato            | 2 giugno 2022  | 1 giugno 2024   |
| 8  | The One, The Only   | La sola e unica        | 2 giugno 2022  | 1 giugno 2024   |

## Scorrerà il sangue
- Titolo originale: There Will Be Blood
- Diretto da: Lucia Aniello
- Scritto da: Lucia Aniello, Paul W. Downs, Jen Statsky

### Trama
Deborah e Ava tornano a Las Vegas, con Deborah entusiasta di ricominciare da capo dopo che il suo ultimo spettacolo è stato considerato un flop. Ava, tuttavia, è tormentata dal senso di colpa dopo aver ricevuto la conferma che la sua brutta e-mail su Deborah è stata ricevuta dagli scrittori della serie. Jimmy implora Ava di non dire nulla, temendo l'ira di Deborah se lo scoprisse. Ava riceve anche metà delle ceneri di suo padre in un porta palline da tennis. Jimmy e Kayla incontrano la responsabile delle risorse umane Barbara dopo un incidente in una camera d'albergo durante il loro viaggio a Las Vegas allo spettacolo finale di Deborah. I superiori (che includono il padre di Kayla) respingono la denuncia, ma Barbara suggerisce timidamente di denunciare Jimmy per "problemi di rabbia" in modo che Barbara possa trasferire Kayla a un nuovo incarico. Deborah e Ava partecipano a un incontro di MMA al Palmetto per sostenere Aiden, il marito di DJ. Deborah è senza parole quando si imbatte in Marty all'evento con la sua nuova ragazza. Deborah decide di iniziare il suo tour con Ava subito dopo il combattimento.

## Scambio di favori
- Titolo originale: Quid Pro Quo
- Diretto da: Lucia Aniello
- Scritto da: Lucia Aniello, Paul W. Downs, Jen Statsky

### Trama
Ava è innervosita dalla generosità di Deborah durante il loro viaggio. Jimmy tenta di far sparire l'e-mail di Ava incontrando Janet Stone, l'agente che gestisce gli scrittori della serie. L'incontro fallisce e Janet minaccia persino di inviare l'e-mail a TMZ. Un Jimmy disperato si rivolge al padre di Kayla, che lo aiuterà solo se Jimmy riprende Kayla come sua assistente. Jimmy accetta, perde il suo nuovo efficiente assistente ed è ancora impegnato a seguire il programma di gestione della rabbia della durata di un anno. Deborah porta Ava a vedere il suo sensitivo a Sedona, e il sensitivo predice una palla da demolizione cosmica che si dirige verso Deborah, che Deborah interpreta come il suo nuovo materiale che prende d'assalto il mondo. Incapace di mantenere più a lungo la verità, Ava confessa a Deborah della sua e-mail che gli scrittori intendono utilizzare nel loro show. Deborah si arrabbia quando scopre che Helen Mirren sarà l'attrice protagonista, confermando essenzialmente che lo show andrà in onda. La situazione si aggrava quando Deborah chiede ad Ava di leggerle l'e-mail, che include commenti aspri su Deborah come persona e madre. Nonostante tutto, Deborah non licenzia Ava, ma Ava riceve una chiamata da Jimmy che dice che Deborah le sta facendo causa per aver infranto il suo accordo di non divulgazione.

## Fidati del percorso
- Titolo originale: Trust the Process
- Diretto da: Lucia Aniello
- Scritto da: Lucia Aniello, Paul W. Downs, Jen Statsky

### Trama
Deborah e Ava iniziano ufficialmente il loro tour e incontrano la loro nuova, eccentrica tour manager, che insiste per essere chiamata "Weed". Deborah volta le spalle ad Ava dopo la rivelazione nell'episodio precedente, e il nuovo materiale comico di Deborah non riesce ancora ad arrivare al pubblico. Marcus continua a sentire la mancanza di Wilson e compra un nuovo cucciolo per affrontare la solitudine. Weed getta inconsapevolmente il contenitore delle palline da tennis di Ava (con dentro le ceneri di suo padre), scambiandolo per spazzatura. Deborah costringe Weed a far tornare indietro l'autobus in modo che Ava possa trovarlo, perdendo uno spettacolo sold-out a Oklahoma City. Ava ringrazia Deborah per il suo atto di gentilezza e decide di spargere le ceneri poco a poco in tutto il paese dopo aver parlato con Ray.

## La moglie del capitano
- Titolo originale: The Captain's Wife
- Diretto da: Lucia Aniello
- Scritto da: Ariel Karlin, Pat Regan

### Trama
Ava è preoccupata all'idea di unirsi a Deborah in una crociera gay, temendo il mare aperto e non essendo in grado di nuotare. Deborah è entusiasta dello show in crociera e prevede di utilizzare le sue battute originali. Tuttavia, Deborah è sconvolta quando scopre che Marcus ha accidentalmente prenotato lo spettacolo per una crociera esclusivamente per lesbiche, che non "capiscono" il suo materiale. È più scossa quando riceve una chiamata FaceTime da Marty, che finisce per essere una chiamata fatta accidentalmente. Ava gode della sua ritrovata popolarità durante la crociera e aiuta Deborah ad adattarsi al nuovo ambiente. Lo spettacolo di Deborah inizia con il piede giusto, ma quando se la prende con un membro del pubblico fa un errore dopo l'altro. A Deborah viene chiesto di lasciare la crociera su un gommone, portando Ava con sé. Un Marcus solitario continua a dimenarsi, allontanando sua madre e andando in discoteca tutta la notte. Si imbatte in Wilson mentre è fatto di MDMA e proclama il suo amore per lui. Torna a casa e scopre che il suo cucciolo ha consumato parte del suo Adderall e lo porta immediatamente dal veterinario. Il veterinario si rifiuta di restituire il cane a Marcus mentre è sotto sostanze; Marcus fa venire sua madre a riprendere il cane. Deborah chiama Marcus e, percependo la sua angoscia, gli chiede di sostituire Weed come tour manager.

## Ritirarsi
- Titolo originale: Retired
- Diretto da: Paul W. Downs
- Scritto da: Andre Law

### Trama
Marcus si unisce a Deborah, Ava e Damien nel tour e fanno una sosta in un centro commerciale prima dello show a una fiera della contea. Deborah scopre che il suo profumo è stato messo in sconto al Lord & Taylor del centro commerciale, quindi decide di svuotare l'intero banco di bellezza comprando i suoi profumi. Poi incontra una vecchia amica di nome Susan, che lavora nel reparto scarpe del negozio. Deborah è sorpresa di quanto Susan sia felice della sua vita, nonostante non sia riuscita a sfondare nel mondo dello spettacolo. Deborah in seguito confessa ad Ava di aver sabotato la carriera di Susan per paura che potesse intralciare la sua. Deborah è sincera con Susan alla fiera, ma Susan le dice che smise di esibirsi perché non voleva sacrificare la sua futura famiglia per una carriera nel mondo dello spettacolo. Ava e Marcus trovano conforto l'uno nell'altro quando fanno i conti con il fatto che non hanno niente da fare nelle loro vite oltre ad aiutare Deborah. Dopo un tenero momento in cui le due discutono del loro passato, Deborah insegna ad Ava come galleggiare.

## Cambio di rotta
- Titolo originale: The Click
- Diretto da: Paul W. Downs
- Scritto da: Aisha Muharrar, Joe Mande

### Trama
Dopo un altro show fallimentare, Deborah porta Kiki a Memphis nel tentativo di risollevare il tour. Anche la madre di Ava, Nina, si presenta a Memphis; Ava, innervosita, fatica ad affrontare le opinioni di sua madre sul loro passato. Deborah e Ava finalmente capiscono cosa non va: dopo che Deborah ha un'avventura di una notte con un uomo più giovane, decidono di includere più umorismo auto-ironico nel nuovo materiale di Deborah. I nuovi spettacoli finiscono per avere molto più successo, con un pubblico che ha persino fatto a Deborah una standing ovation. Ava, tuttavia, non riesce a migliorare la sua relazione con Nina, che ha un enorme crollo quando viene a sapere della denuncia di Deborah ad Ava. Ava mente sull'avere un avvocato pro bono per occuparsi della causa e dice a sua madre che è orgogliosa di lei per aver cercato di andare avanti con la sua vita.

## Sul mercato
- Titolo originale: On The Market
- Diretto da: Lucia Aniello
- Scritto da: Samantha Riley

### Trama
Deborah, Ava, Marcus e Damien arrivano a casa di Deborah a Los Angeles per proporre l'idea che Deborah faccia uno speciale. Jimmy incontra il suo capo per vendere l'idea e il suo capo gli dice di liberarsi di Deborah e concentrarsi su progetti con persone più giovani. Ava va nel suo appartamento per riscuotere gli affitti per pagare la causa e incontra la nuova inquilina. Sulla strada per andare ad incontrare il suo avvocato, Ava vede la sua amica Taylor e le chiede scusa per il modo in cui l'ha trattata in passato. L'inquilina di Ava la chiama perché si è chiusa fuori casa. Ava si avvicina per farla entrare e finisce per passare la notte con lei. Deborah fa la sua proposta a diverse aziende, ma solo una fa un'offerta, ovvero uno speciale della durata di solo mezz'ora. Deborah abbatte l'albero del suo vicino, perché stava bloccando la vista della città dalla sua casa ed era la causa del suo non essere in grado di vendere la casa. Jimmy lascia l'azienda e anche Kayla lascia per andare con Jimmy. Deborah decide di autofinanziare il suo speciale.

## La sola e unica
- Titolo originale: The One, The Only
- Diretto da: Trent O'Donnell
- Scritto da: Lucia Aniello, Paul W. Downs, Jen Statsky

### Trama
Deborah e Marty fanno un'offerta l'una contro l'altro a un'asta di Sotheby's. Taylor offre ad Ava un lavoro di una settimana a Los Angeles. Jimmy scopre che Janet sta prendendo di mira i suoi clienti. Deborah dice a Marcus che Marty ha accettato di permetterle di registrare il suo speciale al Palmetto. Ava racconta a Deborah dell'offerta di lavoro e Deborah insiste perché l'accetti anche se ciò significa perdere la registrazione dello speciale. La notte della registrazione, Janet va a trovare Deborah per proporle di occuparsi della promozione. Ava torna presto da Los Angeles per assistere alla registrazione. Durante la registrazione, un uomo seduto accanto a Jimmy sviene. I medici portano fuori l'uomo, che muore nell'atrio. Jimmy torna in teatro e annuncia che l'uomo sta bene. La registrazione continua ed è un successo. Deborah dice a Jimmy che suo padre sarebbe orgoglioso di lui, e poi dice a Janet che rimarrà con Jimmy come suo rappresentante. Deborah promuove il DVD del suo speciale su QVC, che viene venduto in pochi minuti. Jimmy chiama Deborah per dirle che ogni rete vuole acquistare i diritti dello spettacolo. Deborah licenzia Ava e le dice che "ha la sua montagna da scalare", ovvero che è il momento di costruirsi una propria carriera. Jimmy chiama Ava per offrirle un lavoro nella serie che è andata a Los Angeles per aiutare a scrivere, e le dice anche che Deborah sta ritirando la causa. Mentre la telecamera si allontana, la televisione è su QVC e Deborah sorride.